# Maroun an-Naqqash
Maroun an-Naqqash (* 1817 in Sidon; † 1855) war der Begründer des Theaters in der arabischen Welt. Geboren in einer maronitischen Familie, die nach Beirut übersiedelte. Dort lernte er Italienisch, Französisch und Türkisch. Im Jahre 1846 machte er Reisen nach Ägypten, Italien und Frankreich, wo er ein Interesse für die Bühnenkunst entwickelte.
Nach seiner Rückkehr aus Frankreich gründete der Libanese das erste arabische Theater, dessen erste Vorstellung 1847 eine Bearbeitung von Molières „L’Avare“ war. Er verfasste auch selbständig Romane und schrieb als erster Orientale Dramen in Nachahmung der Komödien Molieres.